# Бринь (Сухиницький район)
Бринь (рос. Брынь) — село в Сухиницькому районі Калузької області Російської Федерації.
Населення становить 431 особу. Входить до складу муніципального утворення Село Бринь.

## Історія
Від 2004 року входить до складу муніципального утворення Село Бринь

## Населення
| 2002 | 2010 |
| ---- | ---- |
| 340  | ↗431 |